# La Fossa
La Fossa è un gruppo rap italiano nato ufficialmente nel 1996. L'idea e il concetto nascono tuttavia qualche anno prima da un progetto di Wigsoo che prende forma con l'aggiunta di Er Gobbo e Guapo.

## Carriera
Wigsoo (alias Antonello Porcu) è stato uno dei primi nella penisola (1990) a realizzare strumentali per "MC".
Wigsoo è stato Fondatore con B.G.O (alias Alessandro Biggio) nel 1992 degli ODP (Onda D'urto Posse) che ha come singolo d'esordio il pezzo intitolato Ritmo Latino. L'esperienza è durata fino al 1994 anno in cui inizia a prendere forma nella testa di Wigsoo, l'idea di una nuova esperienza.
Er gobbo abbandona ancor prima di registrare un album, ma nel frattempo prendono parte al progetto tre giovani: Gravez, Moro e Biggaman col supporto di L.A.Lopez.
Nasce così La Fossa, che con la collaborazione di Quilo (SR Raza), realizza il primo EP omonimo La Fossa al Rainbow Studio di Torino. Tra plausi e polemiche l'EP ottiene un buon riscontro nella scena hip hop nazionale, tanto da destare l'interesse da parte dell'etichetta indipendente CD CLUB, con la quale viene pubblicato il secondo lavoro: Around the Rionez feat. Flaminio Maphia, che evidenzia l'ingresso di un altro componente storico del gruppo, Skaz. Il cd vende più di 7000 copie, cifre non proprio abituali per un gruppo underground. Intanto nasce l'OBT Studio dove il gruppo mette in atto le proprie idee e dove Wigsoo realizza le strumentali. La collaborazione con i Flaminio Maphia continua successivamente anche nell'LP Italy's Most Wanted della crew romana registrato interamente all'OBT Studio e prodotto da CD Club che vende 15. 000 copie. In seguito i CD della Fossa verranno ristampati e venduti in tutto il territorio nazionale con un buon successo. La Fossa prende parte a diverse trasmissioni televisive e radiofoniche tra cui Suoni e Ultrasuoni a Rai stereo due, mentre il video de Il Giorno Dopo gira su MTV e TMC2. Le riviste di settore BIZ, AL Magazine e Game Boy hanno aperto la stagione 1998/99 dedicandogli interviste a tutta pagina apprezzando le qualità delle loro produzioni. Poglio, su Tutto di settembre '98, definì Around the Rionez uno dei migliori album della scena hip hop italiana. La classifica di vendite M&D li vede entrare nel settembre '98 al 22º posto.
Finisce la collaborazione con CD Club e iniziano gli anni bui del mercato discografico. Nel 1999 esce un nuovo singolo Potente sul beat, molto hardcore ed esplicito, che fece parte della compilation Hip Hop Murua 69, dopo aver ottenuto un ottimo riscontro nella compilation 50 eMCee's curata dagli ATPC, con il pezzo Puttan tour, cantato insieme ai Flaminio Maphia. Dopo circa tre anni di silenzio nella scena musicale, nel 2001 esce il nuovo lavoro Tre che ne determina la crescita, sia per quanto riguarda le strumentali (con Wigsoo affiancato da Martinez) che per quanto riguarda le liriche.
Al progetto non prenderanno parte il Moro e Biggaman e da qui in avanti non usciranno più lavori discografici per La Fossa ma solo varie partecipazioni con diversi gruppi sparsi per tutto il territorio nazionale.
Intanto anche Gravez abbandona momentaneamente il gruppo per un progetto da solista con il Moro, mentre Wigsoo e Guapo continuano a lavorare in coppia per trovare nuovi spunti, nuove idee e soprattutto nuovi finanziatori.
Nel 2007 è pubblicato in rete Playaz Album, che rilancia la band sulcitana. Sulla scia di questo nuovo EP iniziano i lavori per il quarto album. Esce anche il primo singolo con video annesso No comment. A seguire un secondo singolo Original G che assieme ad altre nuove produzioni e quelle storiche, vengono portate in giro per tutto il territorio nazionale dalla band.
Siamo nel 2012 alla Rhyme Racket Records, Wigsoo ed El Don lavorano per la pubblicazione de La Tomba dei Giganti.

## Formazione
- Wigsoo
- Guapo
- Skaz
- El Don
- L.A. Lopez

- Martinez
- Biggaman
- Gravez
- Lozar
- Moro
- Teso
- Prhome (da 2007 a 2008)
- Ricky D

## Discografia

### Album in studio
- 1998 - Around the Rionez (CD Club)
- 2001 - Tre (Original Beat Rec.)
- 2012 - La Tomba dei Giganti (Rhyme Racket Records)

### EP
- 1997 - La Fossa (Rhyme Racket - CD Club)
- 2007 - Playaz Album (Original Beat Rec.)